# عبدالله حاجی
عبدالله حاجی یک بازیکن تنیس اهل قطر می‌باشد. وی در مسابقات قهرمانی انجمن حرفه‌ای تنیس در اکسون‌موبیل اپن قطر ۲۰۰۸ بازی کرد و در مقابل مایکل برر شکست خورد.